# ناندو گونزالس
ناندو گونزالس (انگلیسی: Nando González; ۱ فوریهٔ ۱۹۲۱ – ۳ ژانویهٔ ۱۹۸۸) بازیکن فوتبال اهل اسپانیا بود.
از باشگاه‌هایی که در آن بازی کرده‌است می‌توان به باشگاه فوتبال اتلتیک بیلبائو، باشگاه فوتبال راسینگ سانتاندر، و باشگاه فوتبال اتلتیک بیلبائو بی اشاره کرد.
وی همچنین در تیم ملی فوتبال اسپانیا بازی کرده‌است.